# 10 Pułk Dragonów (austro-węgierski)
Pułk Dragonów Nr 10 – pułk kawalerii cesarskiej i królewskiej Armii. Pełna nazwa niemiecka: Dragonerregiment Fürst von Liechtenstein Nr 10.

## Historia pułku
Pułk został utworzony w 1631 roku.
W 1888 roku sztab pułku razem z kadrą zapasową stacjonował w Tarnopolu. W tym samym roku kadra zapasowa została przeniesiona do Stanisławowa.
W 1888 roku pułk otrzymał „na wieczne czasy” imię marszałka polnego Jana I Liechtenstein (1760–1836).
W 1889 roku sztab pułku razem z 2. dywizjonem stacjonował w Tarnopolu, 1. dywizjon w Trembowli, a kadra zapasowa w Stanisławowie. Pułk wchodził w skład 15 Brygady Kawalerii w Tarnopolu.
W 1914 roku pułk stacjonował w garnizonie Kraków na terytorium 1 Korpusu.
Pułk wchodził w skład 11 Brygady Kawalerii.
Żołnierze nosili wyłogi siarkowożółte, guziki złote.

## Skład etatowy
Dowództwo
Służby pomocnicze:
- pluton pionierów
- patrol telegraficzny
- służba zapasowa

2 × dywizjon
- 3 × szwadron po 117 dragonów

Pełny etat: 37 oficerów i 874 podoficerów i żołnierzy.

## Komendanci pułku
- ppłk / płk Józef Zaleski (1886–1892)